# 龍紋身的女孩
《龙纹身的女孩》（直译：憎恨女人的男人），为瑞典作家、记者史迪格·拉森（Stieg Larsson）的一部获奖犯罪小说，为其「千禧年三部曲」中的第一部。

## 背景
拉森從2001年開始撰寫『千禧』系列小說，2004年完成三部曲後，於11月因心臟病突發辭世，未能見到首部曲《龍紋身的女孩》在2005年出版，以及此系列小說，售出34國版權、轟動全球的盛況。隨著二、三部曲的出版，『千禧』系列引爆閱讀熱潮，雄踞歐美各國暢銷書排行榜，且暢銷不墜。
拉森生前聲明要將《千禧年三部曲》命名為《憎恨女人的男人》系列，三部曲各自再取副標，對此拉森十分堅持，他曾對瑞典出版商的編輯表明，書的內容都可以更動， 唯書名不行。可惜拉森死後，取得英文版權的英國麥勒荷茲出版社（MacLehose Press）便將書名更改為《龍紋身的女孩》（The Girl with the Dragon Tattoo，中文版書名亦追隨英文版的腳步），瑞典版也僅第一部書名有尊重作者遺願。

## 評價
《龍紋身的女孩》在2006年奪下北歐犯罪小說協會最佳犯罪小說玻璃鑰匙獎，2008年『千禧』系列第三集《直搗蜂窩的女孩》再度奪下玻璃鑰匙獎。拉森打破紀錄，成為瑞典有史以來第一位兩度獲頒該獎項的作家。2008年2月，拉森並入選英國《每日電訊報》「一生必讀的五十位犯罪小說作家」。

## 內容
《千禧年》發行人，有「小偵探」之稱的卡爾·麥可·布隆維斯特，因溫納斯壯毀謗案遭判刑，隨後受企業家亨利·范耶爾之邀撰寫家族史。其實撰寫范耶爾家的家族史只是藉口，亨利真正的目的是要布隆維斯特調查范耶爾家族一件年代久遠的事，就是海莉·烏莉卡·范耶爾失蹤懸案，這也是他心中牽掛已久的事，並答應完成調查後會給予能夠扳倒溫納斯壯的證據。其中穿插著一位瘦小、身上有許多紋身（右肩胛上刺條蟠龍）且眉上穿洞的駭客女子莉絲·莎蘭德所發生的事情，途中布隆維斯特還去服了毀謗案的三個月刑期，但因為許多因素讓他只被關了兩個月。
因緣際會，布隆維斯特與莎蘭德見面，並請她一同協助調查海莉失蹤的案件。兩人經過漫長的調查，發覺整件事情並不簡單。就在事件快解決時，莎蘭德手機收到封簡訊得知母親過世了，她要布隆維斯特去澳洲將剩下的事情處理好，從澳洲回來的布隆維斯特也參加了她母親的葬禮，並完成了亨利·范耶爾的委託。接著對布隆維斯特產生些許好感的莎蘭德與他一同調查溫納斯壯的犯罪資料，她利用那天才般的駭客技術，得知溫納斯壯的所有惡行以及金錢流向，並詐領了一大筆的錢。
最後布隆維斯特成功扳倒不肖商人溫納斯壯，溫納斯壯他便開始逃亡，逃亡六個月後，追捕行動終止讓人發現陳屍於西班牙馬貝雅的公寓內，頭部遭人近距離射擊三槍。莎蘭德對此並不感意外，推論也許是他無法領取開曼群島某銀行的錢，而這筆錢又必須償還哥倫比亞的債務有關。
故事最後，布隆維斯特和他的老情人一起亲密外出。莎蘭德一度想追上布隆維斯特，最後還是放棄了。看著兩人走遠後她大聲喊著「莎蘭德，妳這個可憐的笨蛋！」。

## 主要人物
- 卡尔·麦可·布隆维斯特 -43岁，记者，《千禧年》月刊撰稿人兼发行人，所有人之一，外号“小侦探”。
- 莉絲·莎蘭德  -24岁，自由调查员，米尔顿安保公司雇员。
- 亨利·范耶尔 - 82岁，一位退休的实业家和范耶尔公司前首席执行官。
- 戈弗里·范耶尔 - 亨利长兄理查德的儿子，马丁和海莉的父亲，死于1965年。
- 伊莎贝拉·范耶尔 - 74岁，德国人，戈弗里的妻子，马丁和海莉的母亲。
- 海莉·范耶尔- 亨利的侄孙女。
- 马丁范耶尔- 54岁，海莉的哥哥，范耶尔公司总裁。
- 西西莉亚·范耶尔- 56岁，亨利二哥哈洛德的女儿和亨利的侄女。
- 安妮塔·范耶尔-  54岁，西西莉亚的妹妹和亨利的侄女之一。
- 毕耶·范耶尔 - 63岁，哈洛德的儿子，西西莉亞與安妮塔的哥哥。
- 汉斯 - 埃里克·温纳斯壮 - 一个腐败的亿万富翁、金融家。
- 罗伯特·林德伯格 - 银行家和布洛姆奎斯特的背景诽谤功能的供应商。
- 威廉·博格 - 曾经的记者，后进入某家与温纳斯壮有关系的公司任公关，布隆维斯特的行业对头。
- 莫妮卡·阿布哈姆森 - 布隆维斯特的前妻，两人1986年结婚、1991年离婚。
- 佩妮拉·阿布哈姆森 - 布隆维斯特和阿布哈姆森的女儿，生于1986年。
- 霍尔格·潘格兰 - 莎兰德的律师和法定监护人，后中风。
- 尼斯·艾瑞克·毕尔曼 - 莎兰德的现任法定监护人，律师。
- 埃里卡·贝叶 - 《千禧年》总编辑，所有人之一，布隆维斯特早年恋人，后结婚仍是长期情人。
- 迪奇· 弗洛德 - 范耶尔公司前律师，现在亨利的专用私人律师。
- 德拉根·阿曼斯基 - 56岁，约翰·弗雷德里克·米尔顿安保公司首席执行官、首席运营官。
- “瘟疫” - 27岁，计算机天才、黑客。
- 克里斯特·毛姆-《千禧年》艺术设计兼美术指导，《千禧年》所有人之一。
- 简恩·达曼-《千禧年》执行编辑。
- 古斯塔夫·莫雷尔 - 一位退休侦缉警司。
- 安娜·尼格伦 - 六十多岁的老妇，亨利的佣人。
- 马纽斯·尼尔森 - 亨利住所以及周边房产看护人。
- 葛瑞格·贝克曼 - 埃里卡·贝叶的丈夫，小有名气的画家。

## 改编作品
- 瑞典電影製作公司Yellow Bird（英语：Yellow Bird (company)）製作了「千禧年三部曲」小說的電影版，三部電影於2009年上映，首部為《龍紋身的女孩》，由丹麦导演涅爾斯·阿登·歐普勒夫（英语：Niels Arden Oplev）执导，由麥克·恩奎斯特和露美·慧柏絲飾演主角。成本1300万，全球票房1.04亿美圆。
- 小說改編的荷里活電影版《龍紋身的女孩》由大卫·芬奇导演，2011年12月上映，投资1亿美元。主角由丹尼爾·基克和魯妮·瑪拉飾演。